# Челмсфорд

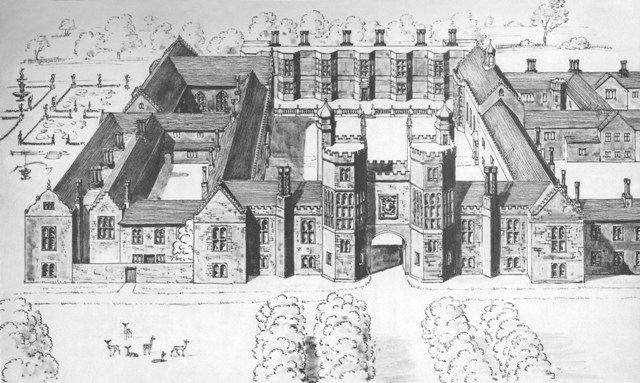
Палац Больє

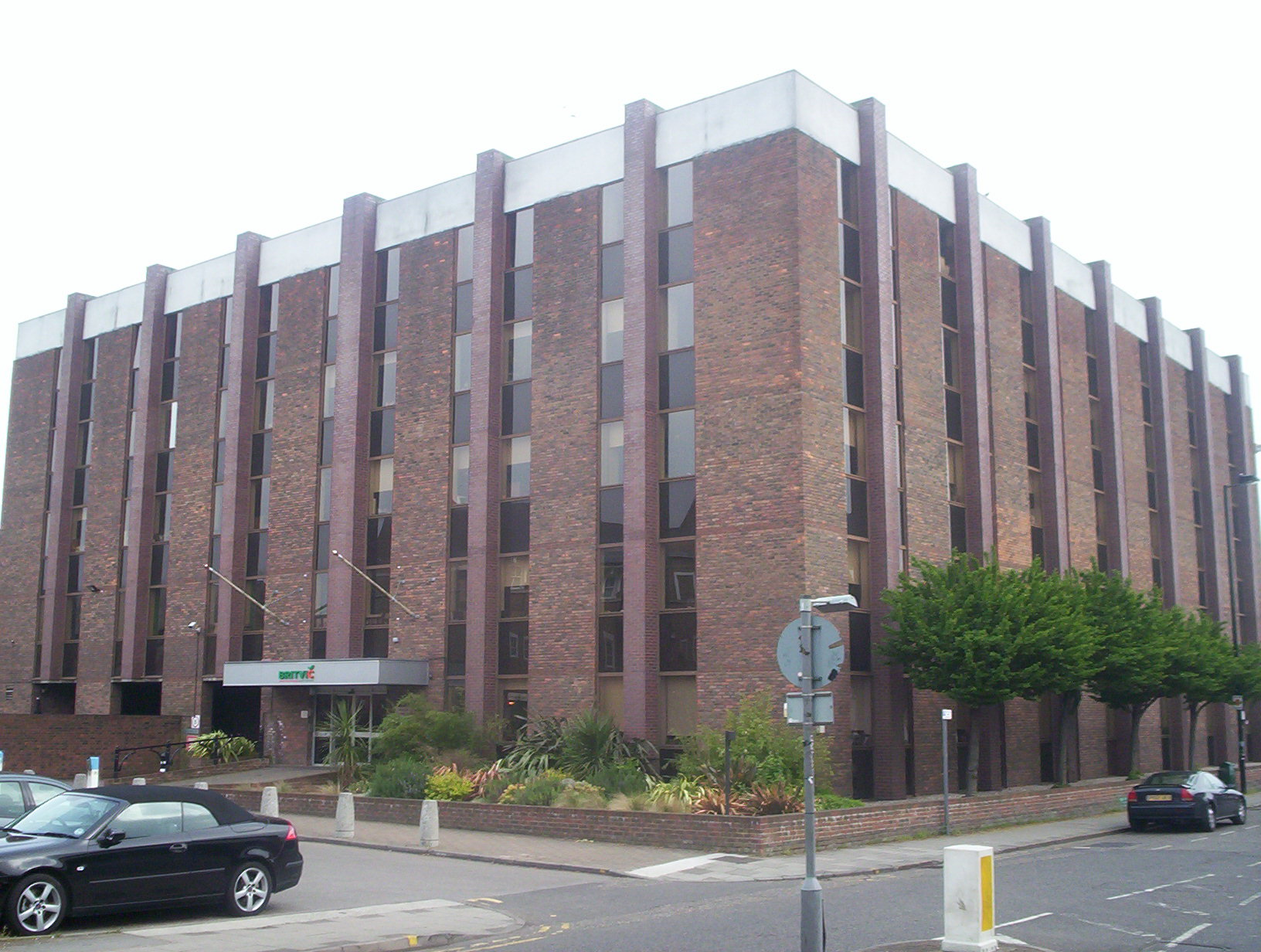
Штаб-квартира компанії «Britvic»

Челмсфорд (англ. Chelmsford) — місто та однойменний район статусу «сіті» в Англії, адміністративний центр церемоніального неметропольного графства Ессекс. Населення 169 500 осіб (2001).

## Історія
З 1086 року місто було відоме під ім'ям Celmeresfort, а в 1189 році його перейменували в сучасний Chelmsford.
У 1516 році Генріх VIII купив ділянку з існуючою будовою на північ від Челмсфорда і побудував Палац Больє.
У 1797 році в садибі «Гайлендс Парк» на південний захід від Челмсфорда працював відомий ландшафтний архітектор, Хамфрі Рептон.
У кінці XIX століття поряд з Челмсфордом було виявлено англо-саксонське поховання XVII століття, усі знахідки зберігаються у Британському музеї. У похованні покояться багато жертв «головного мисливця на відьом» Метью Гопкінса. Передбачувані «відьми» проводили свої останні дні в ув'язненні, були засуджені і страчені за звинуваченням у чаклунстві.
Спочатку Челмсфорд був сільськогосподарським і торговим містом. Промисловим центром він став в XIX столітті.
У 1898 році у місті запрацював перший у світі завод, що випускає радіостанції. Була створена компанія, названа пізніше «Marconi Company». У червні 1920 року на заводі Марконі прозвучала перша радіопрограма, що передала в ефір спів знаменитої виконавиці Неллі Мельба.
Під час Другої світової війни через місто проходила лінія оборони GHQ Line що складається з 400 дотів, 100 з яких існують і до цього дня. В цей час Челмсфорд був важливим центром легкої військово-інженерної промисловості.
Район був сформований 1 квітня 1974 року з міста Челмсфорд та Челмсфордського сільського району.
14 березня 2012 року Челмсфорд разом з містами Сент Асеф і Перт отримав статус «Сіті» на честь святкування діамантового ювілею вступу на престол королеви Єлизавети II.

## Географія
В районі Челмсфорд розміщені два міста — основне поселення в місті Челмсфорд у центрі та Південний Вудгем Ферерс на північному сході.
У 18 кілометрах на південь від Челмсфорда розміщене місто Базілдон, з населенням яке перевищує 180 000 осіб. В 24 кілометрах на північ — місто Брейнтрі з населенням понад 40 000 осіб. Східніше — місто Молдон з населенням понад 15 000 осіб.

## Клімат
Клімат м'який, вологий. Середня річна температура коливається від +9С° до +11С°

## Економіка
У Челмсфорді розміщений штаб — квартира компанії «Britvik». Заснована у 1948 році та в наш час посідає друге місце у Великій Британії за обсягами виробництва безалкогольних напоїв.

## Транспорт
Челмсфорд зв'язаний залізницею зі станцією метро «Вулиця Ліверпуль» у Лондоні. Цей напрям обслуговує компанія «Greater Anglia».
Автострада «А12» проходить через Челмсфорд, зв'язуючи Лондон з Грейт-Ярмутом, Брентвудом та Колчестером. «А130» з'єднує місто з Вікфордом.
Регулярні автобусні перевезення забезпечують зв'язок з аеропортом Станстед та містами Саутенд-он-Сі та Гарлоу.
У місті дуже розвинений громадський транспорт, це робить Челмсфорд ідеальним для відвідування туристами з довколишніх районів.

## Культура
У 1979 році у тюрмі Челмсфорда був знятий повнометражний фільм під назвою «Porridge».
У Челмсфорді з 1996 року в передостанній уїкенд серпня проходить музичний фестиваль популярної музики «V Festival».

### Освіта
У 1551 році на базі католицької школи в Челмсфорді була відкрита «Гімназія Едуарда VI», яка працює й до цього дня.
Школа мистецтв, заснована в 1858 році, була перетворена спочатку в політехнічний інститут, а після отримання університетського статусу навчальний заклад змінив назву на Anglia Ruskin University. Зараз це один з найбільших університетів Східної Англії, що налічує близько 30 000 студентів.

### Спорт
Футбольний клуб «Челмсфорд Сіті» заснований у 1938 році. В наш час виступає в Південній Конференції.
«Крікетний клуб графства Ессекс» заснований у 1876 році і шість разів за свою історію вигравав «Чемпіонат Графств».